# Optogate
Optogate ist ein automatischer Mikrofonschalter, der durch einen eingebauten (mit Infrarotstrahlung arbeitenden) optischen Näherungsschalter gesteuert wird. Das Gerät wird zwischen Mikrofon und Anschlusskabel gesteckt.
Ähnlich wie präsenzgesteuerte Geräte erkennt das Optogate, wenn sich jemand vor dem Mikrofon befindet und schaltet das Mikrofon ohne Schaltgeräusche ein. Das Mikrofon wird automatisch wieder ausgeschaltet, wenn sich niemand mehr vor dem Mikrofon befindet. Ohne dass dazu ein manueller Eingriff notwendig wäre, können so besonders in der Beschallungstechnik häufig auftretende Störungen wie Rückkopplungen oder Hintergrundgeräusche gemindert werden. Das Gerät kann in seiner Empfindlichkeit auf Annäherung justiert werden und bezieht seine Energieversorgung aus der im Studio- und Bühnenbereich üblichen Phantomspeisung von 48 V.